# Macradenia regnellii
Macradenia regnellii är en orkidéart som beskrevs av João Barbosa Rodrigues. Macradenia regnellii ingår i släktet Macradenia och familjen orkidéer. Inga underarter finns listade i Catalogue of Life.